# Emirates Investment Authority
Die Emirates Investment Authority (EIA; arabisch جهاز الإمارات للاستثمار, DMG Ǧihāz al-Imārāt li-l-Istiṯmār) ist ein Staatsfonds, der 2007 von der Regierung der Vereinigten Arabischen Emirate (VAE) gegründet wurde, um im In- und Ausland nach Investitionsmöglichkeiten zu suchen und sich auf Investitionen zu konzentrieren, die zur Stärkung und Diversifizierung der Wirtschaft der VAE beitragen. Es ist der einzige Fonds, der auf föderaler Ebene (die VAE) agiert. Weitere Staatsfonds werden von den Emiraten Dubai, Abu Dhabi selbst geführt.
Per Ende 2024 verwaltete die EIA ein Vermögen von 102 Milliarden USD.

## Geschichte
Die EIA wurde durch das Bundesgesetz Nr. 4 von 2007 gegründet und ist eine Behörde der VAE. Die Mission der EIA bestand 2007 darin, eine Investmentmanagement-Plattform zu schaffen, die Best Practices in den Bereichen Kapitalallokation, Corporate Governance und Risikomanagement entspricht.
Die Vereinigten Arabischen Emirate sind eine Föderation von sieben Staaten auf der Arabischen Halbinsel: Abu Dhabi, Dubai, Ra’s al-Chaima, Adschman, Schardscha, Umm al-Qaiwain und Fudschaira. Die EIA wurde gegründet, um dieses Konzept der Einheit fortzuführen und den Wohlstand der VAE zum langfristigen Wohle der gesamten Nation zu verwalten.

## Portfolio
Etwa 40 % des Portfolios bestehen aus Anteilen an den beiden Telekommunikationsanbietern in den Emiraten, Etisalat oder e& (Abu Dhabi, 60 % Anteil) und du (Dubai, 50 % Anteil), und es hält auch Anteile an Bundesvermögen wie Emirates Post, Emirates Transport und DIB-ADIB (die größte islamische Bankengruppe der VAE).